# مذكرات الآنسة منال (فلم)
مذكرات الآنسة منال هو فيلم مصري من إنتاج عام 1971، بطولة نيللي وأحمد مظهر وعبد المنعم إبراهيم وتوفيق الدقن وعادل إمام وحسن مصطفى وميمي جمال، الفيلم قصة وسيناريو وحوار وإخراج عباس كامل.

## قصة الفيلم
تدور أحداث الفيلم حول قصة منال والتي يصلها طرد بريدي يحتوي على كتاب غريب عنوانه مذكرات الآنسة منال، وعندما تتصفح منال صفحات هذا الكتاب تكتشف أنه يعبر عن صورة حقيقية وصادقة لمشاعرها من خلال مجموعة من العلاقات والذكريات الحقيقية من حياتها من خلال عرض والدها عليها للزواج من ابن صديقه وهو صلاح عالم الآثار كثير الانشغال الذي يترك عروسه في شهر العسل، ثم المعلم الأنفوشي الذي لا يهتم سوى بنزواته ومتعته الشخصية، ثم علاقتها بالأستاذ عوف المخرج والذي ترغب في الزواج منه ولكنها تكتشف أنه رجل مزواج ولا يهتم أيضاً سوى بنزواته، لكتشف منال في النهاية أنها مصابة بعقدة نفسية نتيجة لسوء معاملة والدها لوالدتها وهي طفلة، وحتى زميلها فتحي والذي كانت ترغب في الارتباط به يتحول إلى أنثى من خلال عملية يجريها له الدكتور زاهر، ويتبقى الأمل الأخير متمثلاً في الدكتور زاهر الطبيب النفسي الذي يعالج منال ويتزوج منها، ليتضح في النهاية أن الدكتور زاهر هو من أرسل لها مذكراتها في البريد.

## طاقم التمثيل
- نيللي: (منال)
- أحمد مظهر: (أيمن)
- عبد المنعم إبراهيم: (صلاح)
- عادل إمام: (عوف)
- توفيق الدقن: (المعلم مرسي الأنفوشي)
- حسن مصطفى: (د. عنان)
- بدر الدين جمجوم: (فتحي)
- ميمي جمال: (نادية)
- سهام فتحي: (حميدة)
- إبراهيم سعفان: (سعفان)
- محمود فرج: (فرج)
- علية عبد المنعم: (والدة صلاح)
- صلاح قابيل: (د. زاهر)
- ليلى نظمي: (ليلى)
- نوال الصغيرة: (الراقصة)
- وفاء كامل: (الراقصة)

## فريق العمل
- إخراج: عباس كامل
- تأليف: عباس كامل
- إنتاج: ماري كويني
- توزيع: المؤسسة المصرية العامة للسينما
- مونتاج: سعيد الشيخ
- مدير التصوير: عبد المنعم بهنسي

## وصلات خارجية
- مقالات تستعمل روابط فنية بلا صلة مع ويكي بيانات

- صفحة الفيلم على موقع السينما